# Jorge Pinto (jornalista)
Jorge Pinto (São Salvador, ? – São Salvador, 2 de abril de 1944), foi um jornalista salvadorenho, notabilizado por seu trabalho de resistência ao regime ditatorial vivido no seu país na década de 1940.

## Biografia
O jornal Diario havia sido fundado em 5 de novembro de 1890 por Miguel Pinto, com o nome inicial de La Candela; com a compra em 1894 do jornal Siglo XX, mudou o nome para "El Latinoamericano até que, em 1903, novamente trocou de título para Diario Latino; existindo até os tempos atuais com o nome de Diario CoLatino, tem por lema "decano do periodismo salvadorenho".
Com a morte de seu fundador em 1940, os três filhos deste - Miguel, Jorge e Antonio - passaram a dirigir o jornal; ali Jorge teve importante papel na modernização tecnológica do periódico, do qual também foi chefe da redação. Já em 1923 ele introduzira no país a impressão a cores e uma linha editorial "centroamericanista", havendo inclusive apoiado as lutas de Sandino.
Durante da ditadura de Maximiliano Hernández Martínez Jorge imprime uma linha opositora ao regime e, após publicar um manifesto em que pede por eleição e fim do estado de sítio, é encarcerado no começo de 1943 até sua soltura em 2 de abril de 1944: neste mesmo dia ele foi metralhado nas ruas e o ditador foi deposto. Neste período, diante de dificuldades econômicas, Jorge e o irmão Miguel haviam transformado a companhia familiar em sociedade anônima, e graças ao seu casamento com a influente família Mealdi recebeu o aporte de capital de outras famílias da oligarquia salvadorenha.
Jorge Pinto era pai de Jorge Pinto Mealdi que, em 1955, fundara o jornal oposicionista e concorrente El Independiente. El Independiente foi empastelado pelo regime de exceção que voltara ao país nas décadas de 1970 e 1980, tendo incendiada sua sede e destruídos os equipamentos, além do assassinato de um jovem de dezesseis anos - Nicolás Chávez - que trabalhava ali como vigilante; após o ato, Jorge Pinto foi enviado ao exílio. No mesmo ano de 1981 também El Diario sofreu um atentado.